# Saiko Takahashi
Saiko Takahashi (高橋 彩子, 11 de abril de 1976) és una exfutbolista japonesa.

## Selecció del Japó
Va debutar amb la selecció del Japó el 2005. Va disputar 2 partits amb la selecció del Japó.

## Estadístiques
| Selecció del Japó | Selecció del Japó | Selecció del Japó |
| Anys              | Partits           | Gols              |
| ----------------- | ----------------- | ----------------- |
| 2005              | 2                 | 0                 |
| Total             | 2                 | 0                 |